# Paul Stewart (automobile)
Pour les articles homonymes, voir Paul Stewart et Stewart.
Paul Stewart (né le 29 octobre 1965 à Dumbarton en Écosse) est un ancien pilote et directeur d'écurie automobile britannique.

## Biographie
Fils du triple champion du monde de Formule 1 Jackie Stewart, Paul commence le sport automobile en 1988, au sein d'une écurie qu'il a cofondée avec son père et baptisée Paul Stewart Racing. Paul court d'abord dans le championnat britannique de Formule Ford 2000 en 1988, puis, toujours au sein de l'écurie familiale, en Formule 3 britannique (en 1989 et 1990) et dans le championnat international de Formule 3000 (de 1991 à 1993). Stewart obtient plusieurs bons résultats, mais peine à s'affirmer comme un talent en devenir.
Fin 1993, il frappe aux portes de la Formule 1 et obtient un test qui reste sans lendemain avec l'écurie Arrows. Conscient de ses limites en tant que pilote, il préfère mettre un terme à sa carrière sportive pour se concentrer sur la direction du Paul Stewart Racing, écurie phare de la F3 britannique avec huit titres en neuf ans.
En 1996, Paul et Jackie Stewart obtiennent le soutien de Ford pour fonder leur propre écurie de Formule 1, laquelle voit le jour en 1997 sous le nom Stewart Grand Prix. L'aventure dure trois saisons au cours desquelles l'écurie n'aura de cesse de grimper dans la hiérarchie, avec en point d'orgue la victoire de Johnny Herbert au Grand Prix d'Europe 1999 sur le Nürburgring et une quatrième place finale au championnat du monde des constructeurs.
La Formule 1 de la fin des années 1990 permettant difficilement aux écuries indépendantes de survivre, Paul et Jackie revendent leur écurie fin 1999 à Ford qui la rebaptise Jaguar Racing. En 2000, Paul Stewart conserve un rôle de dirigeant dans l'organigramme de Jaguar Racing, mais un cancer du côlon l'oblige à abandonner ses fonctions au bout de seulement quelques semaines. 
Aujourd'hui guéri, Paul Stewart n'est jamais revenu dans le sport automobile, préférant se consacrer à sa famille.